# 이경희 (작가)
이경희(1969년 7월 26일 ~ )는 대한민국의 드라마 작가이다. 1991년 MBC 베스트극장 공모전에 〈폭설〉이 가작으로 당선되었으며, 베스트극장 《인연》이 데뷔작이다. 대표적인 작품은 《꼭지》, 《상두야 학교가자》, 《미안하다 사랑한다》 등이 있다.

## 경력
- 한국방송작가협회 교육원 7기 출신
- 두원공과대학교 방송작가전공 교수

## 집필 활동
- 1998년 MBC 베스트극장 《소영이 즈그 엄마》
- 1998년 MBC 일요아침드라마 《사랑밖엔 난 몰라》
- 2000년 KBS 주말 연속극 《꼭지》
- 2001년 KBS 2TV 월화 미니시리즈 《순정》
- 2002년 KBS 드라마시티 《천국보다 기쁜》
- 2002년 KBS 드라마시티 《햇빛 쏟아지던 날들》
- 2003년 KBS 2TV 월화 미니시리즈 《상두야, 학교가자》
- 2004년 KBS 드라마시티 《우리 햄》
- 2004년 KBS 월화 미니시리즈 《미안하다, 사랑한다》
- 2005년 MBC 주말연속극 《떨리는 가슴 - 외출》
- 2005년 KBS 2TV 월화 미니시리즈 《이 죽일놈의 사랑》
- 2007년 MBC 수목 미니시리즈 《고맙습니다》
- 2009년 SBS 드라마 스페셜 《크리스마스에 눈이 올까요》
- 2012년 KBS 2TV HD 수목드라마 《세상 어디에도 없는 착한남자》
- 2014년 KBS 주말 연속극 《참 좋은 시절》
- 2016년 KBS 2TV 수목드라마 《함부로 애틋하게》
- 2019년 JTBC 금토드라마 《초콜릿》

## 수상 내역
- 2005년 한국방송작가협회 드라마부문 우수작 - 《미안하다, 사랑한다》
- 2007년 제20회 한국방송작가상 드라마부문 - 《고맙습니다》
- 2008년 제44회 백상예술대상 TV부문 극본상 - 《고맙습니다》

## 같이 보기
- 이경희의 텔레비전 드라마 각본 목록